# Henri Munier
Henri Munier (né le 14 juillet 1884 à Meursault et mort 19 août 1945 au Caire) est un historien et un bibliographe français, spécialiste de l'Égypte et de la civilisation copte.

## Biographie
Petit-fils d'Antoine Mourès, éditeur de Mariette, fils de Jules Munier, journaliste au Caire, Henri Munier passe les premières années de sa vie en Bourgogne, où il fait des études de Lettres.
Il est embauché en 1908 par Gaston Maspero, directeur général des antiquités en Égypte, en qualité de responsable de la Bibliothèque du nouveau musée, inauguré quatre ans auparavant. Il y mène un important travail de bibliographie en créant les catalogues et index du musée, en particulier en égyptologie, en langue et archéologie copte.
En 1924, alors que la nationalité égyptienne venait d'être créée (auparavant les Égyptiens étaient sujets de l'Empire ottoman), les fonctionnaires ne pouvaient plus être étrangers. Le roi Fouad le nomme alors secrétaire de la Société royale de géographie. Il y poursuit ses recherches en bibliographie et géographie. Il y créa avec le père Bovier-Lapierre le musée d'ethnographie que l'on peut toujours visiter.

## Publications
Égyptologie
- Index des Annales du Service des Antiquités de l'Égypte, tomes 1 à 30, en 1912, 1921, 1931.
- Catalogue général du Service des Antiquités Égyptiennes au Musée de Caire no 9201-934,  Le Caire, 1916.
- Catalogue de la Bibliothèque du Musée Égyptien du Caire, 1927-1928.

Géographie
- Bulletins de la Société Royale de Géographie : voir tomes 14 à 21 (1925 à 1942)
- Géographie Historique publiée sous la direction de H Lorin, tome 2, Le Caire, 1929.

Histoire
- Bonaparte en Égypte, Hier et Aujourd'hui, Revue du monde égyptien, no 12, novembre 1921.
- Tables de la Description de l'Égypte 1 vol in-8° de X-382 p. , Le Caire, 1943.
- In Précis de l'Histoire d'Égypte, t. II : "L'Égypte byzantine de Dioclétien à la conquête Arabe", p. 1-106 et 295-301, Le Caire, 1932.
- in L'Égypte de Boissonas et Coll., p. 135-144, Paris 1932.

Archéologie copte
- Nombreux articles dans les Annales du Service des Antiquités d'Égypte entre 1914 et 1924.
- Nombreux articles dans le Bulletin de l'Institut Français d'Archéologie Orientale entre 1916 et 1918.
- Nombreux articles dans le Bulletin de la Société Archéologique d'Alexandrie, no 20 de 1924, 22 de 1926, 30 de 1936.
- Nombreux articles dans le Bulletin de l'Association des Amis des Églises et de l'Art Copte (devenu le Bulletin de la Société d'Archéologie Copte)